# Vaults
Vaults est un groupe britannique de musique électronique, originaire de Londres, en Angleterre, actif entre 2013 et 2017.

## Histoire
Le groupe est formé en 2013, après que Pepino est recruté pour assurer le chant sur le projet musical de Freeman et Vella Leur premier titre en tant que groupe, Cry No More, est posté sur SoundCloud de manière indépendante en 2013 ; il recueille 100 000 lectures au cours de sa première semaine. Leur premier single, Premonitions, est publié en 2014 par le label discographique indépendant National Anthem. Ils sortent leur premier EP, Vultures, plus tard dans la même année. Après avoir été signé par Virgin EMI en 2014, Vaults sort son premier single sur une major, Lifespan, suivi de Vultures. Durant l'été 2014, Vaults se produit aux festivals Lovebox, T in the Park et Reading and Leeds Festivals.
En 2015, ils sortent le single One Last Night, qui apparait plus tard sur la bande originale du film Cinquante Nuances de Grey,, suivi d'une réédition de Cry No More. Ils sortent leur deuxième EP, également intitulé Cry No More, le 31 juillet 2015,. Pepino apparait sur le single de Gorgon City, All Four Walls, en mars 2016.
Le single Midnight River des Vaults, sorti en juillet 2016, est nommé single de la semaine par The Guardian. Le London Evening Standard rapporte en avril 2016 que les vidéos musicales de Vaults avaient recueilli un total de 20 millions de vues sans avoir sorti d'album. Ils interprètent également la musique de la publicité de Noël 2016 de John Lewis, avec une reprise de One Day I'll Fly Away de Randy Crawford.

## Discographie

### Albums studio
- 2014 :  Caught in Still Life

### EP
- 2014 : Vultures
- 2015 :  Remixed
- 2015 :  Cry No More

### Singles

#### Comme groupe principal
| Année | Titre                 | Meilleure position | Meilleure position | Album                |
| Année | Titre                 | R-U                | ÉCO                | Album                |
| ----- | --------------------- | ------------------ | ------------------ | -------------------- |
| 2014  | Premonitions          | —                  | —                  | Caught in Still Life |
| 2014  | Lifespan              | —                  | —                  | Caught in Still Life |
| 2015  | Cry No More           | —                  | —                  | Caught in Still Life |
| 2016  | Midnight River        | —                  | —                  | Caught in Still Life |
| 2016  | Hurricane             | —                  | —                  | Caught in Still Life |
| 2016  | One Day I'll Fly Away | 53                 | 15                 | Caught in Still Life |

#### Comme invité
| Année | Titre                                         | Meilleure position | Meilleure position | Album  |
| Année | Titre                                         | R-U                | UK Dance           | Album  |
| ----- | --------------------------------------------- | ------------------ | ------------------ | ------ |
| 2016  | All Four Walls (Gorgon City featuring Vaults) | 85                 | 21                 | Escape |